# Aquadom

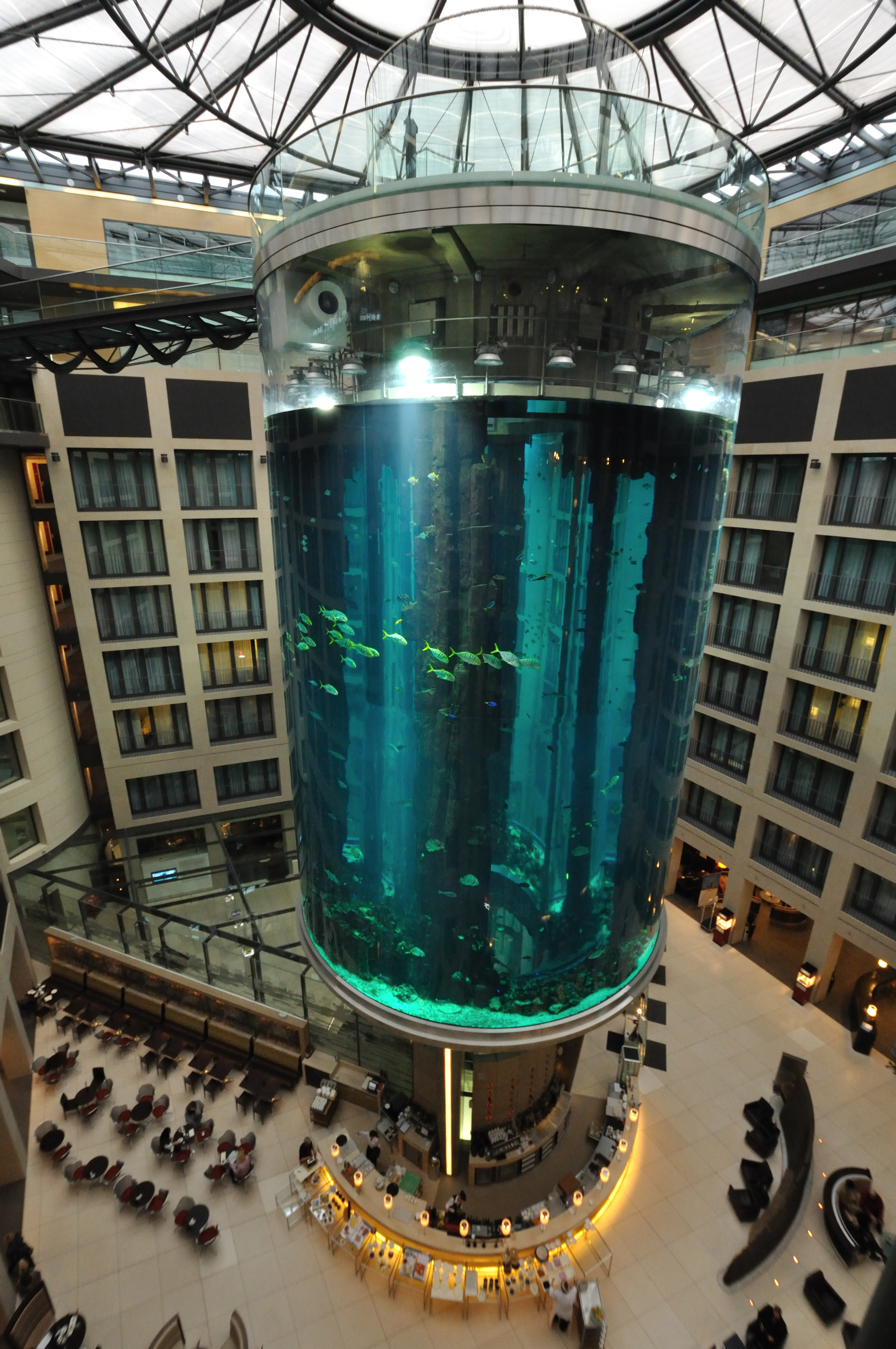
Aquadom i lobbyn till hotell Radisson Collection i Berlin, 2009

Aquadom var ett saltvattensakvarium i kvarteret Dom Aquarée i Berlin i Tyskland. Det var det största cylindriska akvariet i världen. Akvariet låg på en överbyggd innegård i anslutning till hotellet Radisson Collection vid Karl-Liebknecht-Strasse. 
Det 15 meter höga akvariet byggdes i plexiglas 2003 och förstördes i en olyckshändelse i december 2022. Det bestod av en inre cylinder med en hiss och en yttre cylindervägg med en diameter på ungefär 10 meter. I akvariet levde omkring 1.500 fiskar av drygt 100 arter i 26°C-vatten.

## Demolering
Den 16 december 2022 tidigt på morgonen brast akvariet, och cylinderns vattenvolym på 980 kubikmeter rann ut, huvuddelen genom hotellets lobby och ut på gatan. Två personer skadades och drygt 600 fiskar räddades.